# Joe Stillman
Pour les articles homonymes, voir Stillman.
Joe Stillman est un scénariste américain.

## Filmographie

### Cinéma
Scénariste
- 1996 : Beavis et Butt-Head se font l'Amérique
- 2000 : Joseph, le roi des rêves

- 2001 : Monstres et Cie

- 2001 : Shrek
- 2004 : Shrek 2
- 2010 : Planète 51
- 2010 : Les Voyages de Gulliver

- 2010 : Percy Jackson : Le Voleur de foudre

- 2011 : Fred 2: Night of the Living Fred (en)

Assistant de production
- 1980 : Home Movies

Assistant de montage
- 1982 : Creepshow

### Télévision
Scénariste
- 1991 : Doug (2 épisodes)
- 1993-1994 : The Adventures of Pete & Pete (en) (3 épisodes)
- 1993-1997 : Beavis et Butt-Head (9 épisodes)
- 1996 : Clueless (1 épisode)
- 1997-1998 : Les Rois du Texas (4 épisodes)

Consultant
- 1998-1999 : Les Rois du Texas (4 épisodes)

## Distinctions
Récompenses
- Annie Award :
  - Meilleur scénario pour le cinéma 2001 (Shrek)
- British Academy Film Awards :
  - British Academy Film Award du meilleur scénario adapté 2002 (Shrek)
- DVD Exclusive Award :
  - Meilleur scénario 2001 (Joseph, le roi des rêves)

Nominations
- Oscar du cinéma :
  - Oscar du meilleur scénario adapté 2002 (Shrek)
- Saturn Award :
  - Saturn Award du meilleur scénario 2002 (Monstres et Cie)
- American Screenwriters Association Award :
  - Meilleur scénario 2002 (Shrek)
- Annie Award :
  - Meilleur scénario pour le cinéma 2005 (Shrek 2)
- Prix Hugo :
  - Meilleur film 2002 (Shrek)
- Primetime Emmy Award :
  - Primetime Emmy Award du meilleur programme d'animation - Une heure ou plus 1997 (Les Rois du Texas)
  - Primetime Emmy Award du meilleur programme d'animation - Une heure ou plus 1998 (Les Rois du Texas)
- Science Fiction and Fantasy Writers of America :
  - Prix Nebula du meilleur scénario 2003 (Shrek)